# Lygodactylus methueni
Lygodactylus methueni este o specie de șopârle din genul Lygodactylus, familia Gekkonidae, descrisă de Fitzsimons 1937. A fost clasificată de IUCN ca specie vulnerabilă. Conform Catalogue of Life specia Lygodactylus methueni nu are subspecii cunoscute.